# Chionea jurassica
Chionea jurassica är en tvåvingeart som först beskrevs av Gilbert Charles Bourne 1979.  Chionea jurassica ingår i släktet Chionea och familjen småharkrankar.
Artens utbredningsområde är Frankrike. Inga underarter finns listade i Catalogue of Life.